# Basilius (Bagaudenführer)
Basilius († 454?) war ein hispanischer Bagaudenführer, der sich Mitte des 5. Jahrhunderts im oberen Ebrotal mit Unterstützung des Suebenkönigs Rechiar gegen den weströmischen Kaiser Valentinian III. erhob.
441 und 443 unternahmen die Heermeister Flavius Astyrius und Flavius Merobaudes mit Unterstützung westgotischer Foederaten Feldzüge in die Tarraconensis, um die aufrührerischen Bagauden niederzuwerfen und die römische Staatsgewalt wiederherzustellen. Dies rief die vom benachbarten Gallaecia aus in Expansion begriffenen Sueben unter ihrem rex Rechila auf den Plan, der 446 dem magister utriusque militiae Vitus eine schwere Niederlage beibrachte. Das aggressive Vorgehen der kaiserlichen Truppen, die vor der Schlacht plündernd durch die Baetica und die Carthaginiensis gezogen waren, dürfte die Bagauden unter ihrem Anführer Basilius veranlasst haben, sich mit dem seit 448 regierenden Suebenkönig Rechiar gegen den gemeinsamen Feind zusammenzuschließen – ein in der Geschichte der Völkerwanderung einmaliger Vorgang.
Basilius’ Rebellen griffen im Frühjahr 449 in Turiaso ein (vermutlich westgotisches) Foederatenkontingent an. Die Überlebenden flüchteten in eine Kirche und wurden dort niedergemacht; auch der Bischof der Stadt, Leo, fiel dem Massaker zum Opfer. Im Juli 449 plünderte die bagaudisch-suebische Koalition die Stadt Caesaraugusta und eroberte Ilerda. 
Erst 454 gelang es den Westgoten mit einem noch im Auftrag des Aetius über die Pyrenäen entsandten Heer unter Führung des Frederich (ein Bruder Theoderichs II.) den Bagaudenaufstand niederzuschlagen. Zwei Jahre später besiegten sie auch die Sueben entscheidend. Dieser Erfolg leitete die westgotische Inbesitznahme Hispaniens ein. Doch auch die neuen Landesherren sahen sich noch Jahrzehnte später mit aufständischen Romanen konfrontiert; so versuchten Burdunellus (496) und Petrus (506), sich im Ebrotal als Herrscher zu etablieren.